# Borstbindare

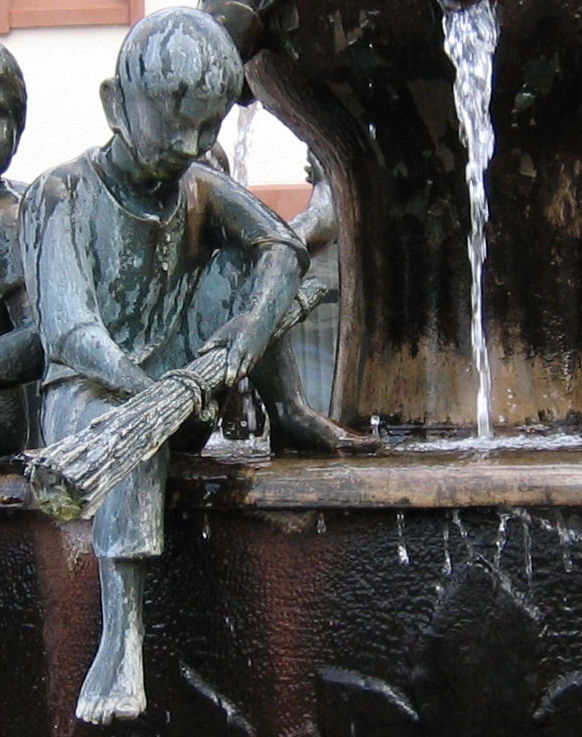
Skulptur av en kvastbindare på rådhusbrunnen Neukirchen i region Pfalz Tyskland.

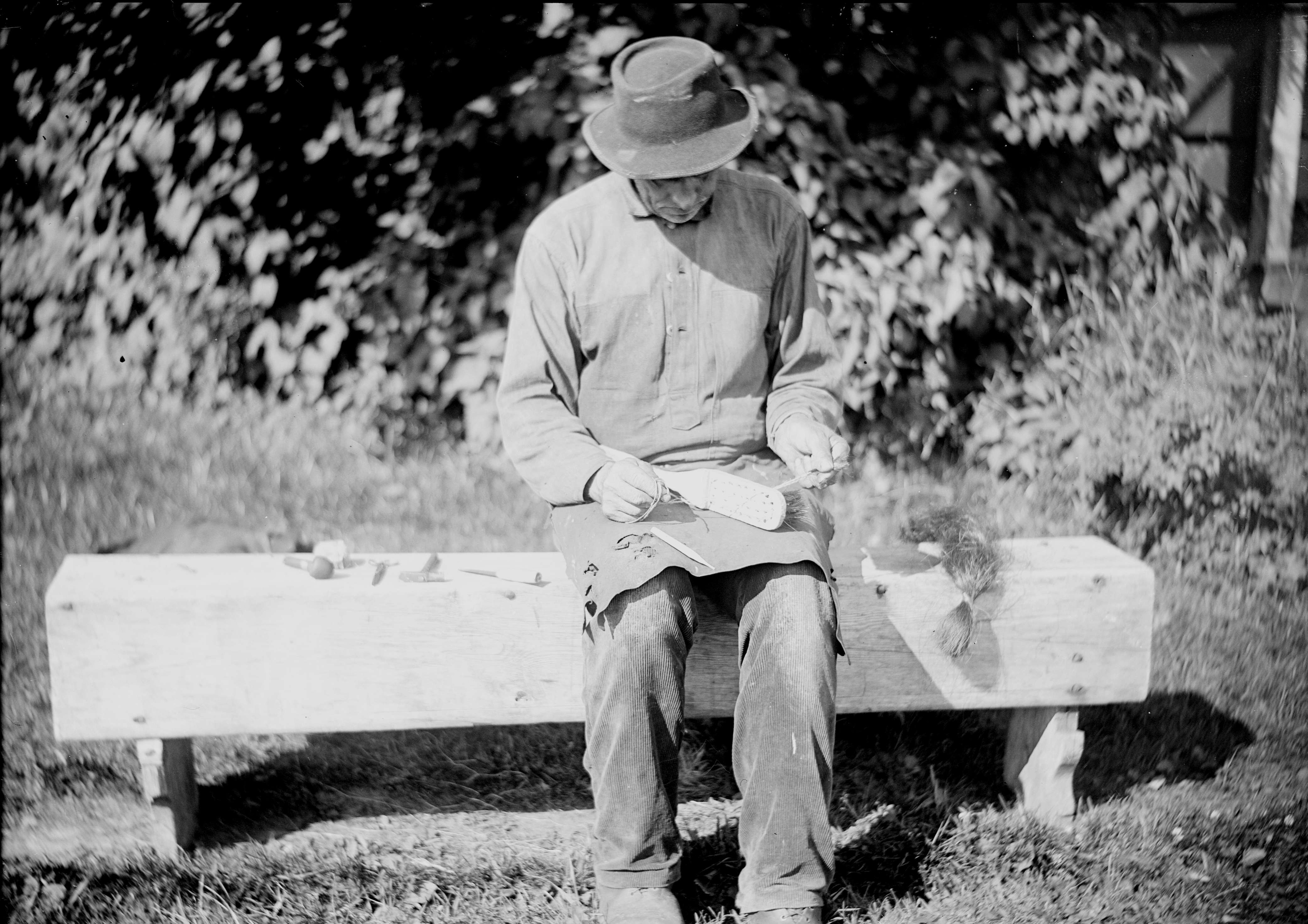
Borstmakare i Mangskog, Värmland, tidigt 1900-tal.

Borstbindare är en person som binder borstar eller kvastar. Ett eget skrå för borstbindare inrättades i Sverige och Finland 1749 och existerade fram till skråväsendets avskaffande 1846. Ett verksamt borstbindarskrå fanns under 1700-talet endast i Stockholm. För att etablera ett sådant skråämbete krävdes att det i samma stad fanns minst tre borstbindarmästare. Småskalig men för sin kvalitet erkänd borsttillverkning förekom på 1800-talets början även på mindre och större orter, exempelvis i Vederslövs socken i Småland, i Tomelilla och i Uddevalla. Även i landets fängelser ägnade man sig åt att borstbindning.
I Sverige var borstbinderi länge en vanlig sysselsättning för synskadade och blinda. Organisationen De Blindas Förening, försåg synskadade med material och organiserade borstförsäljningen. Den hantverksskola för blinda män som grundades i Kristinehamn utbildade synskadade borstbindare. Ännu på 1950-talet fanns cirka 800 yrkesverksamma borstbindare i riket.

## Idiom
Det finns ett par svenska idiom om borstbindare – ”att supa som en borstbindare” och ”att svära som en borstbindare”. Uttrycket ”att röka som en borstbindare” är troligen tillkommet senare.  Uttrycket ”att supa som en borstbindare” anses inlånat från det tyska uttrycket 
 ”saufen wie ein Bürstenbinder” (”supa som en borstbindare”). Det är en ordlek med verbet ”bürsten” som förutom ”borsta” betydde ”supa” som slanguttryck. Uttrycket lånades in i svenskan varvid dock ordleken i viss mån gick förlorad. ”Borsten” och ”borsta” är slanguttryck, även i vissa svenska dialekter, för ”sprit” och ”supa”.